# Astragalus wittmannii
Astragalus wittmannii är en ärtväxtart som beskrevs av Rupert Charles Barneby. Astragalus wittmannii ingår i släktet vedlar, och familjen ärtväxter. Inga underarter finns listade i Catalogue of Life.